# Mesochorus palanderi
Mesochorus palanderi là một loài tò vò trong họ Ichneumonidae.